# مکبث (فیلم ۱۹۱۵)
مکبث (انگلیسی: Macbeth) یک فیلم صامت فرانسوی محصول سال ۱۹۱۵ است. فیلم اقتباسی از نمایش مشهور شکسپیر به همین نام است.